# Sessions for Robert J.
„Sessions for Robert J.“ е албум, издаден през 2004 от Ерик Клептън. Съдържа авторски блус парчета, както и нови версии на познати хитове – „Layla“, „Milckow Blues Boogie“.